# Нове (Каховський район)
Нове́ — село в Україні, у Чаплинській селищній громаді Каховського району Херсонської області. Населення становить 315 осіб.

## Історія
24 лютого 2022 року село тимчасово окуповане російськими військами під час російсько-української війни.
12 червня 2020 року, відповідно до Розпорядження Кабінету Міністрів України від № 726-р «Про визначення адміністративних центрів та затвердження територій територіальних громад Херсонської області», увійшло до складу Чаплинської селищної громади.
19 липня 2020 року, в результаті адміністративно-територіальної реформи та ліквідації Чаплинського району, село увійшло до складу новоутвореного Каховського району.

## Населення
Згідно з переписом УРСР 1989 року чисельність наявного населення села становила 257 осіб, з яких 112 чоловіків та 145 жінок.
За переписом населення України 2001 року в селі мешкало 315 осіб.

### Мова
Розподіл населення за рідною мовою за даними перепису 2001 року:
| Мова       | Відсоток |
| ---------- | -------- |
| українська | 86,67 %  |
| російська  | 1,90 %   |
| білоруська | 0,32 %   |
| інші       | 11,11 %  |